# Kanice (ort i Tjeckien, Plzeň)
Kanice är en ort i Tjeckien.   Den ligger i regionen Plzeň, i den västra delen av landet, 120 km sydväst om huvudstaden Prag. Kanice ligger 436 meter över havet och antalet invånare är 172.
Terrängen runt Kanice är platt norrut, men söderut är den kuperad. Runt Kanice är det ganska glesbefolkat, med 22 invånare per kvadratkilometer. Närmaste större samhälle är Klatovy, 18,3 km sydost om Kanice. Omgivningarna runt Kanice är en mosaik av jordbruksmark och naturlig växtlighet.